# Göran Hallberg
Bengt Göran Hallberg, född 9 januari 1959 i Visby på Gotland, är en svensk filmfotograf.
Hallberg utbildade sig till mentalskötare på vårdskolan i Göteborg 1978–1979. Han studerade vidare vid Nordens Fotoskolas fotolinje i dokumentär- och reportagefoto 1983–1985 och vid Dramatiska Institutets filmfotografutbildning 1986–1988.

## Regi
- 1986 - Jag tänker alltså finns jag!

## Filmfoto i urval
- 1989 – Mördaren – eller renhetens demoni
- 1990 – Från de döda
- 1990 – Greger Olsson köper en bil
- 1993 - En dag på stranden
- 1995 – En nämndemans död (TV-serie)
- 1996 - Bengbulan
- 1997 - Kenny Starfighter
- 1997 - Vulkanmannen
- 1999 - Hostage
- 1999 - Vuxna människor
- 2001 – Familjehemligheter
- 2002 - Klassfesten
- 2003 - Detaljer
- 2003 - Skenbart – en film om tåg
- 2005 - Vinnare och förlorare
- 2006 - Varannan Vecka
- 2007 - Nina Frisk
- 2007 - Underbar och älskad av alla
- 2009 - Kenny Begins
- 2010 – Himlen är oskyldigt blå
- 2012 - En fiende att dö för
- 2013 – Hundraåringen som klev ut genom fönstret och försvann
- 2014 – Torpederna  (TV-serie)
- 2015 – En man som heter Ove
- 2016 – Hundraettåringen som smet från notan och försvann
- 2017 – Bonusfamiljen (TV-serie)
- 2018 – Ted – För kärlekens skull